# Голубянка Фальковича
Голубянка Фальковича (лат. Neolycaena falkovitshi) — бабочка из семейства голубянки. Эндемик северо-запада Алтае-Саянской горной системы. Систематически вид очень близкий к голубянке римн и, возможно, является подвидом последней.
Видовое название дано в честь русского энтомолога, старшего научного сотрудника Зоологического института РАН — Марка Исааковича Фальковича (? — 2015).

## Описание
Длина переднего крыла 11—15 мм. Крылья на верхней стороне равномерного темно-коричневого цвета. Нижняя сторона крыльев серо-коричневая, на задних крыльях с более или менее выраженным желтоватым оттенком (является наиболее характерным признаком вида). На задних крыльях имеется характерный для рода Neolyceana крыловой рисунок, образованный двумя рядами вытянутых поперек жилок белых пестрин и субмаргинальными пятнами, состоящими в каждой ячейке из двух чёрных пятен, соединенных промежутком оранжевого цвета, внутреннее из которых сопровождается стреловидным пятном белого цвета, направленным к корню крыла, а внешнее — мелким белым пятном у самого края.

## Ареал
Эндемик Северо-Восточного Алтая и Кузнецкого Нагорья — распространён в России: Республика Алтай; Алтайский край, Кемеровская область.
В пределах Республики Алтай известен только из Турочакского района: слияние рек Бия и Лебедь, 5-7 км от Турочака по реке Лебедь и село Верх-Бийск. Также достоверно известен в Первомайском районе у с. Повалиха. Как вероятный приводился для Салаирского кряжа.
Вид локален. Населяет кустарниковые заросли из караганы и спиреи по берегам рек и на склонах. В Республике Алтай вид также встречен на закустаренных полянах в смешанных пихтово-березово-осиновых лесах в низкогорьях.

## Биология
Развивается в одном поколении за год. Время лёта бабочек: в июне — начале июля. Кормовое растение гусениц Caragana frutex (установлено в Горной Шории по жесткой ассоциации с этим растением имаго).